# Jardins de Massana
Els Jardins de Massana són una zona verda situada al barri del Congrés i dels Indians de Barcelona.

## Història i descripció
Van ser urbanitzats el 1953, a l'interior del grup Massana del polígon d'Habitatges del Congrés Eucarístic, delimitat pels carrers de Felip II,  Cardenal Tedeschini, Espiga i Sant Pasqual Bailón. Tenen forma de creu i consten de dues placetes laterals i una de central, dividits en dues seccions per un emparrat que travessa els jardins d'est a oest. Hi ha àrees de jocs infantils, arbres i porxos coberts de vegetació.
Entre el 1957 i el 1983, la plaça central va servir com a camp d'entrenament del Club Deportivo Viviendas del Congreso, equip de futbol lligat al barri i que lluïa a la samarreta els colors groc i blanc de la bandera del Vaticà. Aquest camp era de terra, d'uns 100 per 60 m, i la seva situació, envoltat d'edificacions, va fer que fos popularment conegut com «la capsa de mistos». El 1985, va desaparèixer i l'espai que ocupava seria convertit en els actuals jardins.